# دانشگاه فنی گبزه
دانشگاه فنی گبزه (Gebze Technical University) در سال ۱۹۹۲ تأسیس شده‌است که قبلاً به عنوان مؤسسه فناوری گبزه شناخته می‌شد یکی از دو مؤسسه تکنولوژی است که در ترکیه تأسیس شده‌است و مؤسسه دیگر مؤسسه تکنولوژی ازمیر است. این یک دانشگاه برای دوره کارشناسی، تحصیلات تکمیلی و فعالیت‌های پژوهشی است که در یک منطقه خاص در گبزه واقع شده‌است که یکی از صنعتی‌ترین مناطق منطقه مرمره است. دانشگاه GTU با ۱۰۰ دانشگاه اروپایی تفاهم نامه همکاری امضا کرده است که به موجب آن ۱ تا ۵ دانشجو این فرصت را خواهند داشت تا یک سال تحصیلی خود را در برنامه Erasmus این دانشگاه ها بگذرانند.

## تحقیقات
گرچه این مؤسسه نسبتاً جدید است، اما دانشگاه فنی گبزه در تعداد مقالات چاپ شده در نشریات معتبر بین‌المللی رتبه پنجم را در بین تمام دانشگاه‌های ترکیه و رتبه اول را در بین دانشگاه‌های دولتی از آن خود کرده‌است. همچنین اولین مرکز فناوری چاپ سه بعدی ترکیه در سال ۲۰۱۷به عنوان یک طرح ابتکاری توسط دانشگاه فنی گبزه، همراه با دانشگاه غازی در آنکارا برپاشد.

## آموزش
این مؤسسه در سال ۱۹۹۴ دوره تحصیلات تکمیلی را در ۴ رشته شروع کرد و آغاز به کار دوره کارشناسی در رشته‌های فیزیک، ریاضیات، علوم مواد، مهندسی کامپیوتر و مهندسی الکترونیک در سال ۲۰۰۱ و رشته‌های معماری و کسب کار را در سال ۲۰۰۸ بوده‌است. اکثر دوره‌ها به زبان انگلیسی تدریس می‌شود. این دانشگاه دارای ۹۲۶ دانشجوی کارشناسی و ۱۲۷۵ دانشجوی تحصیلات تکمیلی می‌باشد.

## دانشکده‌ها و دپارتمان‌ها
دانشگاه فنی گبزه از ۴ دانشکده و یک مؤسسه تشکیل شده‌است:
- دانشکده علوم

فیزیک
ریاضی
شیمی
زیست‌شناسی مولکولی و ژنتیک
- دانشکده مهندسی

مهندسی کامپیوتر
مهندسی الکترونیک
علم مواد
مهندسی طراحی و ساخت
مهندسی سیستم‌های انرژی
مهندسی ژئودزی و فتوگرامتری
مهندسی محیط زیست
مهندسی شیمی
- دانشکده معماری

معماری
برنامه‌ریزی شهری و منطقه ای
طراحی محصول صنعتی
- دانشکده مدیریت بازرگانی

کسب و کار
اقتصاد
استراتژیک
- موسسات

مؤسسه مهندسی و علوم طبیعی
مؤسسه علوم اجتماعی
مؤسسه زلزله و علوم سازه

## رتبه‌بندی (رنکینگ)
در رتبه‌بندی برترین دانشگاه‌های جهان در سال ۲۰۱۹ که توسط مؤسسه عالی تایمز انجام شده‌است دانشگاه فنی گبزه در رتبه ۱۰۰۰–۸۰۱ دانشگاه‌های دنیا قرار گرفته‌است. همچنین رتبه ۲۰۰–۱۵۱ را میان دانشگاه‌های جوان در سال ۲۰۱۸ به نقل از مؤسسه تایمز از آن خود کرده‌است. در رتبه‌بندی موضوعی که مؤسسه یواس نیوز اند ورلد ریپورت (U.S.News & World Report) در سال ۲۰۱۹ انجام داده‌است این دانشگاه در رشته شیمی در رده ۵۸۴ دنیا قرار گرفته‌است.

## پردیس
دانشگاه فنی گبزه دارای دو پردیس است  که عبارتند از Çayırova و پردیس Muallimköy که در حال ساخت می‌باشد. پردیس Çayırova که پردیس اصلی دانشگاه فناوری Gebze، است در ۱۰کیلومتری مرکز شهر گبز به سمت استانبول واقع شده‌است. مساحت این پردیس ۲۴۵۰۰۰ متر مربع است. دفتر ریاست، دفاتر اداری، کتابخانه و کلاس‌های درس برای همه مقاطع کارشناسی و تعدادی از دوره‌های تحصیلات تکمیلی در آن قرار دارد. پردیس Muallimköy، با مساحت ۳٬۸۰۰٬۰۰۰ متر مربع، هنوز در حال ساخت است، اما فعالیت‌های تحقیقاتی مهندسی محیط زیست، مهندسی ژئودتیک و Photogrammetric، بخش زیست‌شناسی و شیمی از سال ۲۰۰۲ در این پردیس ادامه دارد.

## امکانات

### کتابخانه
کتابخانه GIT، دارای بیش از ۱۰٬۰۰۰کتاب و ۲۲۲ نشریه، می‌باشد و دسترسی مستقیم به ۹۷۰۵مجله الکترونیکی را در هشت پایگاه داده فراهم کرده‌است.

### آزمایشگاه‌ها
GIT دارای ۷۹ آزمایشگاه تحقیقاتی و آموزشی است. هر گروه و دپارتمان دارای شبکه کامپیوتری و آزمایشگاهی برای دانشجویانش است. علاوه بر این، آزمایشگاه‌های رایانه ای عمومی در روزهای کاری و تعطیلات آخر هفته نیز در دسترس هستند.